# Glyptoxanthus erosus
Glyptoxanthus erosus är en kräftdjursart som först beskrevs av William Stimpson 1859.  Glyptoxanthus erosus ingår i släktet Glyptoxanthus och familjen Xanthidae. Inga underarter finns listade i Catalogue of Life.